# Кёйнтьес, Гертье
Гертье Кёйнтьес (нидерл. Geertje Kuijntjes; 19 июля 1905 года — 24 декабря 2019 года) — нидерландская долгожительница. На апрель 2018 года являлась старейшей жительницей Нидерландов среди живущих и второй в истории среди жителей Нидерландов (после Хендрикье ван Андел-Схиппер).

## Биография
Гертье Кёйнтьес родом из семьи, где было 6 детей. Однако, из всех 6 детей выжили лишь Гертье и её младший брат, умерший в 1976 году в возрасте 66 лет.
Кёйнтьес прожила в городке Горинхем всю свою жизнь. Она была швеёй по профессии. После 100 лет она сама ездила на отдых за границу (в последний раз, когда ей было 102 года). До 105 лет она могла жить самостоятельно. Кроме того, она участвовала 40 раз в четырёхдневных маршах Неймегена, баллотировалась в последний раз в возрасте 88 лет и принимала участие в пеших мероприятиях за рубежом. За несколько месяцев до её 112-летия она всё ещё была в состоянии вязать.
19 июля 2017 года Кёйнтьес отпраздновала свой 112-й день рождения. Со времён смерти 112-летней Грице Янсен-Анкер в 2009 году ни один житель Нидерландов не достиг такого возраста. 20 августа того же года Кёйнтьес превзошла возраст вышеупомянутой Янсен-Анкер (112 лет и 31 день) и стала третьим старейшим голландцем в истории.
24 декабря 2019 года скончалась в Горинхеме в возрасте 114 лет, 158 дней.

## Рекорды долголетия
- 19 июля 2017 года отпраздновала 112-летие.
- 20 августа 2017 года стала третьим старейшим жителем Нидерландов в истории.
- 19 июля 2018 года отпраздновала 113-летие.
- 16 октября 2018 года стала вторым старейшим жителем Нидерландов в истории.
- 19 июля 2019 года отпраздновала 114-летие.
- 7 декабря 2019 года вошла в топ-100 старейших людей в мировой истории.
- Последний уроженец Нидерландов 1905 года рождения.